# ジャパンラグビートップイーストリーグ2022春季交流戦トーナメント
ジャパンラグビートップイーストリーグ2022春季交流戦トーナメントは、2022年5月29日から2022年7月10日まで開催されたトップイーストリーグ春季交流戦トーナメントである。

## 概要
今回は、トップイーストリーグ所属チームのみで行われた。

## 方式
- シード権のあるトーナメント（勝ち抜き）。
- 1回戦からは、トップイーストC全チーム、トップイーストBの5位が参加。2回戦からは、トップイーストAの5位、トップイーストBの1位～4位が参加。準々決勝はトップイーストAの1位～4位が参加[2]。
- 3位決定戦も実施。

## 出場チーム
16チーム

### トップイーストA
- ヤクルトレビンズ
- 東京ガス
- セコムラガッツ
- 横河武蔵野アトラスターズ
- 秋田ノーザンブレッツラグビーフットボールクラブ

### トップイーストB[3]
- クリーンファイターズ山梨
- 明治安田生命ホーリーズ
- 日立製作所Sun Nexus
- 丸和運輸機関AZ-MOMOTARO'S

### トップイーストC[4]
- BIG BLUES
- 日本航空JAL WINGS
- あいおいニッセイ同和損保タフウルズ
- 大塚刷毛
- LION FANGS
- サントリーフーズサンデルフィス
- ワセダクラブTOP RUSHERS

## 試合日程
斜字は勝者

### 1回戦
| 5月29日 13:00 | LION FANGS （Cグループ） | 46 - 12 | BIG BLUES （Cグループ） | ライオンラグビーグラウンド, 千葉県市原市 |
| 5月29日 13:00 |                          |         |                         | ライオンラグビーグラウンド, 千葉県市原市 |

| 5月29日 12:00 | 日本航空JAL WINGS （Cグループ） | 14 - 7 | サントリーフーズサンデルフィス （Cグループ） | ブリオベッカ浦安競技場, 千葉県浦安市 |
| 5月29日 12:00 |                                 |        |                                              | ブリオベッカ浦安競技場, 千葉県浦安市 |

| 5月29日 13:00 | 丸和運輸機関AZ-MOMOTARO'S （Bグループ） | 41 - 0 | 大塚刷毛 （Cグループ） | 東京大学丸和柏FUSIONフィールド, 千葉県柏市 |
| 5月29日 13:00 |                                         |        |                        | 東京大学丸和柏FUSIONフィールド, 千葉県柏市 |

| 5月29日 13:00 | あいおいニッセイ同和損保タフウルズ （Cグループ） | 17 - 13 | ワセダクラブTOP RUSHERS （Cグループ） | あいおい損保グランド, 神奈川県二宮町 |
| 5月29日 13:00 |                                                  |         |                                       | あいおい損保グランド, 神奈川県二宮町 |

### 2回戦
- クリーンファイターズ山梨対日本航空JAL WINGSはクリーンファイターズ山梨の不戦勝[6]。

| 6月12日 13:00 | 明治安田生命ホーリーズ （Bグループ） | 17 - 7 | LION FANGS （Cグループ） | 明治安田生命グリーンランド, 東京都八王子市 |
| 6月12日 13:00 |                                      |        |                          | 明治安田生命グリーンランド, 東京都八王子市 |

| 6月12日 13:00 | 秋田ノーザンブレッツラグビーフットボールクラブ （Aグループ） | 40 - 12 | 丸和運輸機関AZ-MOMOTARO'S （Bグループ） | あきぎんスタジアム, 秋田県秋田市 |
| 6月12日 13:00 |                                                              |         |                                         | あきぎんスタジアム, 秋田県秋田市 |

| 6月5日 13:00 | 日立製作所Sun Nexus （Bグループ） | 73 - 0 | あいおいニッセイ同和損保タフウルズ （Cグループ） | 日立市民運動公園陸上競技場, 茨城県日立市 |
| 6月5日 13:00 |                                   |        |                                                  | 日立市民運動公園陸上競技場, 茨城県日立市 |

### 準々決勝
- ヤクルトレビンズ対明治安田生命ホーリーズはヤクルトレビンズの不戦勝。

| 6月19日 13:00 | 横河武蔵野アトラスターズ （Aグループ） | 101 - 0 | クリーンファイターズ山梨 （Bグループ） | 横河武蔵野グラウンド, 東京都武蔵野市 |
| 6月19日 13:00 |                                        |         |                                        | 横河武蔵野グラウンド, 東京都武蔵野市 |

| 6月19日 13:00 | セコムラガッツ （Aグループ） | 26 - 14 | 秋田ノーザンブレッツラグビーフットボールクラブ （Aグループ） | セコムラグビーフィールド, 埼玉県狭山市 |
| 6月19日 13:00 |                              |         |                                                              | セコムラグビーフィールド, 埼玉県狭山市 |

| 6月18日 13:00 | 東京ガス （Aグループ） | 56 - 7 | 日立製作所Sun Nexus （Bグループ） | 東京ガス大森グラウンド, 東京都大田区 |
| 6月18日 13:00 |                        |        |                                   | 東京ガス大森グラウンド, 東京都大田区 |

### 準決勝
| 7月3日 10:30。 | ヤクルトレビンズ （Aグループ） | 47 - 17 | 横河武蔵野アトラスターズ （Aグループ） | 横河武蔵野グラウンド, 東京都武蔵野市 |
| 7月3日 10:30。 |                                |         |                                        | 横河武蔵野グラウンド, 東京都武蔵野市 |

| 7月3日 13:00 | セコムラガッツ （Aグループ） | 31 - 29 | 東京ガス （Aグループ） | 東京ガス大森グラウンド, 東京都大田区 |
| 7月3日 13:00 |                              |         |                        | 東京ガス大森グラウンド, 東京都大田区 |

### 3位決定戦
| 7月10日 13:00 | 横河武蔵野アトラスターズ （Aグループ） | 34 - 19 | 東京ガス （Aグループ） | 横河武蔵野グラウンド, 東京都武蔵野市 |
| 7月10日 13:00 |                                        |         |                        | 横河武蔵野グラウンド, 東京都武蔵野市 |

### 決勝
| 7月10日 13:00 | ヤクルトレビンズ （Aグループ） | 32 - 17 | セコムラガッツ （Aグループ） | ヤクルトグラウンド, 埼玉県戸田市 |
| 7月10日 13:00 |                                |         |                              | ヤクルトグラウンド, 埼玉県戸田市 |

| トップイーストリーグ春季交流戦トーナメント 2022年度 優勝 |
| -------------------------------------------------------- |
| ヤクルトレビンズ 2年連続2回目                            |